# Червонюк Євген Іванович
Євген Іванович Червонюк (21 квітня 1924, село Брусилова, тепер смт. Брусилівського району Житомирської області — 12 лютого 1982, місто Харків) — український оперний співак-бас. Депутат Верховної Ради УРСР 6—8-го скликань. Заслужений артист Української РСР (1956). Народний артист Української РСР (1958). Народний артист СРСР (1967).

## Біографія
Закінчив Брусилівську середню школу Житомирської області.
З липня 1941 року — у Червоній армії, був курсантом військового училища. Учасник німецько-радянської війни з серпня 1942 по березень 1943 року. Служив командиром розвідувального відділення 34-ї стрілецької бригади Північно-Кавказького фронту. У березні 1943 року був важко поранений, лікувався у госпіталях Краснодара і Баку, а у жовтні 1943 року — демобілізований. Інвалід Вітчизняної війни ІІ-ї групи.
Навчався у Київському будівельному інституті, потім перевівся до Київської консерваторії.
У 1950 році закінчив Київську консерваторію (клас Івана Сергійовича Паторжинського), лауреат міжнародного конкурсу вокалістів у Празі (1950).
У 1950—1952 роках — соліст Київського театру опери та балету. У 1952—1977 роках — соліст Харківського державного театру опери та балету імені Лисенка.
Головні партії: Тарас, Виборний («Тарас Бульба», «Наталка Полтавка» М. Лисенка), Максим Кривоніс («Богдан Хмельницький» К. Данькевича), Кочубей («Мазепа» П. Чайковського), Мефістофель («Фауст» Ш. Ґуно), Борис Ґодунов (однойменна опера М. П. Мусорґського).
Член КПРС з 1960 року.
З 1960 року — викладач, з 1974 року — професор Харківського інституту мистецтв імені Івана Котляревського. 

## Звання
- старший сержант

## Нагороди
- орден Леніна (1960)
- орден Червоної Зірки (30.05.1951)
- медалі